# Mizilo Gara
Mizilo Gara is een plaats en gemeente in Madagaskar gelegen in het district Manakara van de regio Vatovavy-Fitovinany. Er woonden bij de volkstelling in 2001 ongeveer 8000 mensen.
In de plaats is basisonderwijs onderwijs beschikbaar. 94% van de bevolking is landbouwer. Het belangrijkste gewas is cassave en lychees, maar er wordt ook suikerbiet en rijst verbouwd. 5% van de bevolking is werkzaam in de industriesector en de overige 1% in de dienstensector.